# John Sewell (Tauzieher)
John Sewell (* 23. April 1882 in Half Morton, Dumfriesshire; † 18. Juli 1947 in Cambridge) war ein britischer Tauzieher.

## Leben
Sewell nahm an den Olympischen Sommerspielen 1912 in Stockholm und 1920 in Antwerpen teil. Im Jahr 1912 gewann er als Mitglied des gemeinsamen Teams der Metropolitan Police und der City of London Police die Silbermedaille. Acht Jahre später gewann er die Goldmedaille als Mitglied der Mannschaft Großbritanniens, die diesmal ausschließlich aus Beamten der Stadt bestand.
Von 1907 bis 1910 war er viermal in Folge britischer Ringer-Meister im Schwergewicht im sogenannten Cumberland & Westmoreland-Stil.